# Patricia Radelet-de Grave

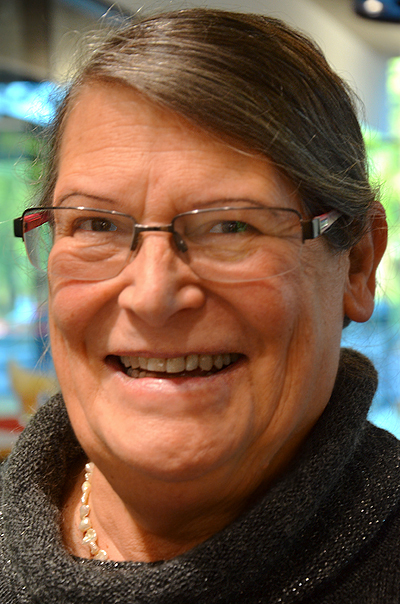
Patricia Radelet-de Grave (April 2016)

Patricia Radelet-de Grave, geborene de Grave, (* 11. November 1948 in Uccle) ist eine belgische Wissenschaftshistorikerin.
Radelet-de Grave studierte theoretische Physik an der Katholischen Universität Löwen mit dem Lizenziat 1971 (und einem in Wissenschaftsgeschichte 1972) und wurde 1981 bei David Speiser promoviert mit einer Dissertation über die Geschichte magnetischer Feldlinien vom Mittelalter bis ins 18. Jahrhundert. Sie war Assistentin an der Katholischen Universität und gab ab den 1980er Jahren Kurse in Wissenschaftsgeschichte. Ab 1989 war sie Gastprofessor und 1991 bis 1999 Chargé de cours und danach Professor in Teilzeit und ab 2006 außerordentlicher Professor.
Sie war Gastprofessorin in Genua, an der EHESS in Paris und in Pisa.
1974 bis 1988 wirkte sie an der Bernoulli Edition mit (die die gesamte Familie umfasst), 1988 bis 2001 als Leiterin der Forschungsstelle in Louvain-la-Neuve. 2001 wurde sie Hauptherausgeberin. Auch an der Euler-Werkausgabe (Band III-10) wirkte sie mit.
Mit Edoardo Benvenuto aus Genua gründete sie die Konferenzserie Entre mécanique et architecture zur Geschichte des Bauingenieurwesens an der sich u. a. Santiago Huerta, Antonio Becchi, Massimo Corradi, Federico Foce, Karl-Eugen Kurrer, Orietta Pedemonte und Anna Sinopoli beteiligten. Die erste Konferenz fand 1993 in Saragossa im Rahmen des XIX International Congress of History of Science statt: Die Ergebnisse der ersten Konferenz von Entre mécanique et architecture wurden 1995 publiziert.
1993 wurde sie Mitglied der Académie internationale d’histoire des sciences.
Sie ist mit dem Bauingenieur Alain Radelet verheiratet.

## Nachweise
1. ↑  Benvenuto, Edoardo; Radelet-de Grave, Patricia (Eds.): Entre Méchanique et Architecture. Between Mechanics and Architecture. Basel: Birkhäuser 1995, ISBN 3-7643-5128-4.

| Personendaten    | Personendaten                       |
| ---------------- | ----------------------------------- |
| NAME             | Radelet-de Grave, Patricia          |
| ALTERNATIVNAMEN  | de Grave, Patricia (Geburtsname)    |
| KURZBESCHREIBUNG | belgische Wissenschaftshistorikerin |
| GEBURTSDATUM     | 11. November 1948                   |
| GEBURTSORT       | Uccle                               |